# Munnopsis megacephalus
Munnopsis megacephalus là một loài chân đều trong họ Munnopsidae. Loài này được Shimomura & Ohtsuka miêu tả khoa học năm 2005.